# Minouche Smit
Minouche Smit (Hoorn, 6 marzo 1975) è un'ex nuotatrice olandese.
Specializzata nei misti, ha partecipato alle Olimpiadi di Atlanta 1996.
Nel 2005 si è sposata con il campione olimpico Pieter van den Hoogenband.

## Palmarès
- Europei

Vienna 1995: argento nella 4 × 200 m sl.